# Захарин Пенов
Захарин Евлогиев Пенов е български офицер, полицай, главен комисар от МВР.

## Биография
Роден е на 26 юли 1962 г. във Враца. През 1986 г. завършва Висшето народно военно училище във Велико Търново. Започва военната си кариера като заместник-командир на застава във втори граничен отряд, днес РДГП Драгоман. През 1994 г. завършва военната академия в София. През 2000 г. е назначен за заместник-началник на РГС-Драгоман до 3 февруари 2006 г., когато става началник. На 21 август 2009 г. е назначен за директор на Главна дирекция „Гранична полиция“. От 24 юни 2011 г. е главен комисар. На 16 ноември 2011 г. е комисията по досиетата разкрива, че Захарин Пенов е привлечен в качеството на резидент с псевдоним Сотиров през 1991 г. от Държавна сигурност, военното контраразузнаване. Подава оставка на 27 декември 2014 г. поради инцидент с камион на гранична полиция, който се преобръща в дере, при което загива шофьора, а са ранени още 16 служители на гранична полиция.
Има един Брат Пламен Пенов - от 23.11.2015 г. Директор на Регистрационно - приемателен център -София на Държавната агенция за Бежанците при Министерски съвет. Преди това е бил на различни офицерски длъжности в ГДБОП-МВР